# Hugo Wolff-Maage

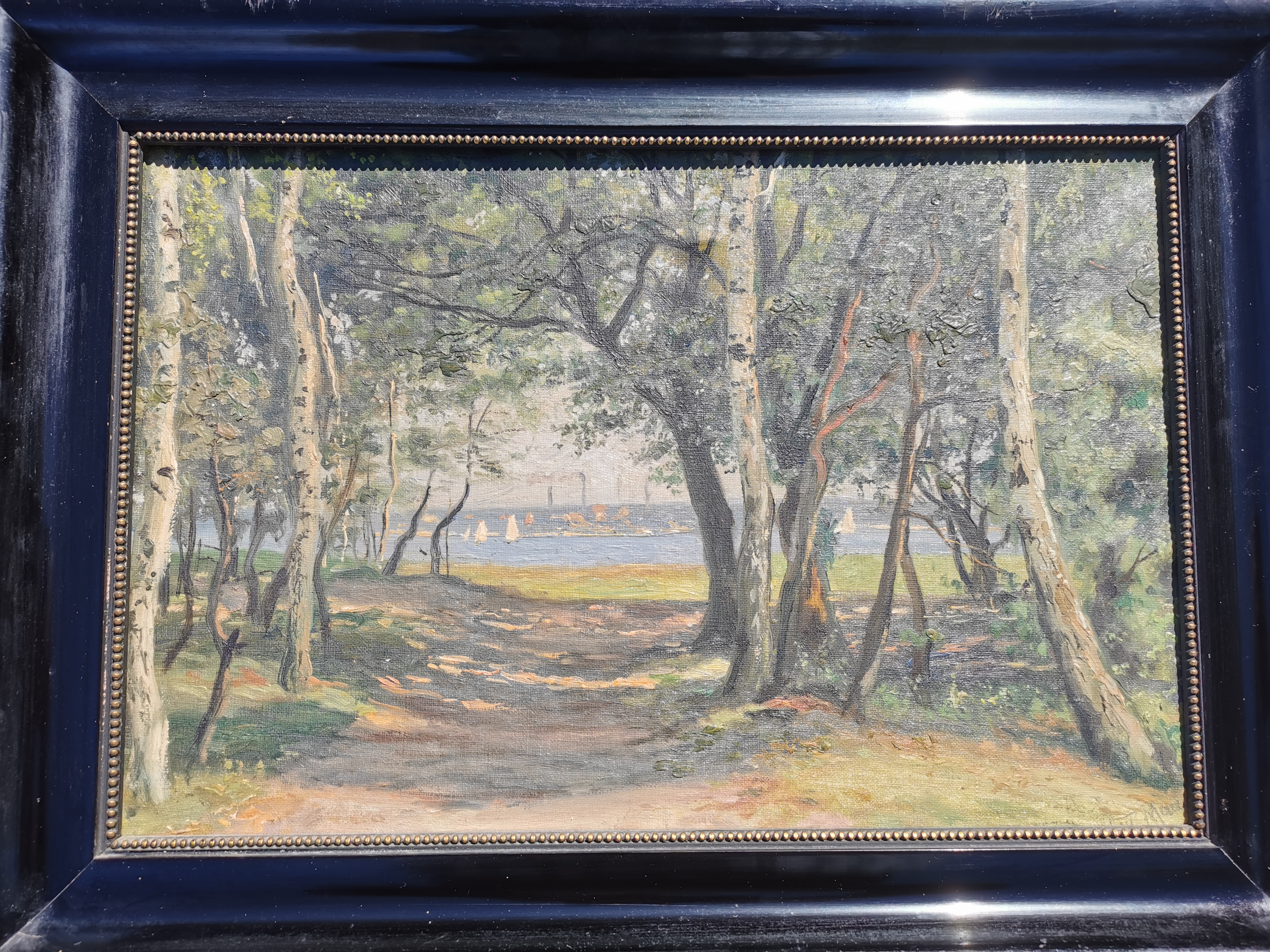

Hugo Wolff-Maage (* 11. Mai 1866 in Berlin als Ernst Hugo Otto Wolff; † 1947) war ein deutscher Maler und Illustrator.

## Leben
Hugo Wolff, der sich nach der Heirat mit seiner ersten Ehefrau Margaretha Maage den Künstlernamen „Wolff-Maage“ zulegte, studierte an der Königlichen Akademie der Künste zu Berlin. Nach seinem Studium folgte ein längerer Aufenthalt in Italien. Reisen führten ihn auch auf die Insel Rügen. 1890 und 1892 nahm er an der Ausstellung der Berliner Akademie teil. Auf der Großen Berliner Kunstausstellung 1906 stellte er ein Porträt des Malers Adolf Henning aus. Im Geologische Museum Berlin zeigte er Pflanzenzeichnungen (Anschauungstafeln). Im April 1918 stellte er in einer umfassenden Sonderausstellung in der Hindenburgschule in Oberschöneweide Aquarelle, Zeichnungen und Drucke (Exlibris und Illustrationen) aus.